# Paul Pilgrim
Paul Henry Pilgrim (Nueva York, 26 de octubre de 1883 - White Plains, 7 de enero de 1958) fue un atleta y campeón olímpico de EE. UU.
Pilgrim participó en los Juegos Olímpicos de 1904 en Saint Louis, donde ganó la medalla de oro junto con su compañero Howard Valentine, Arthur Newton, George Underwood y David Curtis Munson, quien, en representación de los Estados Unidos ganó la carrera en equipos de cuatro millas.
Dos años más tarde, fue último minuto para los extraoficiales Juegos intercalados en Atenas 1906, viajando solo y pagar sus propias costas, porque el equipo ya se había ido. En Atenas, ganó dos medallas de oro en los 400 m y 800 m en - un logro que sólo sería el doble emparejado por el cubano Alberto Juantorena en Montreal en 1976. Después de estas dos victorias no se consideran oficialmente por el COI, él nunca consiguió otro título en los principales eventos deportivos. En Londres 1908, compitió en los 400 m, pero no lograron llegar a la final.
Después de terminar su carrera, Pilgrim se dedicó durante casi 40 años para el papel de entrenador y director atlético en Nueva York Club de Atletismo, donde hoy una de sus medallas están en exhibición.